# Eduard Linnemann
Eduard Linnemann  (* 2. Februar 1841 in Frankfurt am Main; † 4. April 1886 in Prag) war ein deutscher Chemiker.

## Leben
Linnemann, der Sohn eines Kaufmanns, erhielt Chemieunterricht im Privatlabor von Julius Löwe und studierte zwei Jahre Chemie bei Robert Bunsen an der Universität Heidelberg und am Polytechnikum in Karlsruhe. Als Post-Doktorand war er ab 1861 Privatassistent von August Kekulé an der Universität Gent und ab 1863 von Leopold von Pebal in Lemberg. 1864/65 leitete er dort das Labor und wurde 1865 in Leipzig promoviert. 1865 wurde er außerordentlicher und 1868 als Nachfolger von Pebal ordentlicher Professor für allgemeine und pharmazeutische Chemie an der Universität Lemberg und (nachdem er bei Umwandlung der Universität Lemberg in eine polnische Universität diese verlassen musste) 1872 Professor für Chemie an der Deutschen Technischen Universität in Brünn (sein Nachfolger dort war Josef Habermann (1841–1914)). 1875 wurde er Professor an der Karls-Universität Prag (als Nachfolger von Adolf Lieben), was er bis zu seinem Tod  blieb. Als die Universität 1882 in eine deutsche und eine tschechische getrennt wurde, war er 1882/83 Dekan der Philosophischen Fakultät der Deutschen Universität Prag. Er baute das neue Institutsgebäude auf und wandte sich von der organischen der anorganischen Chemie zu. Er starb nach längerem Leiden an einer schweren Erkrankung.

## Werk
Linnemann veröffentlichte in seiner Zeit in Lemberg viel in Liebigs Annalen über organische Chemie. Insbesondere stellte er eine Reihe aliphatischer Alkohole dar und zeigte, dass aus der Umsetzung von Propylamin mit Salpetersäure 2-Propanol und nicht wie damals meist angenommen 1-Propanol entstand (und entsprechend bei der Umsetzung von Butylamin zu Butanol). Er publizierte eine zwanzigteilige Aufsatzreihe über Fettalkohole und untersuchte die Reduktion von Carbonsäuren (meist in Form von Säureanhydriden) zu Alkoholen, wobei er zeigte, dass Aldehyde als Zwischenprodukte entstanden. In der Zuckerchemie reduzierte er Fructose mit Natriumamalgam zu Mannitol. In ähnlichen Versuchen stellte er erstmals Benzophenon und Benzpinakol her.
Später befasste er sich mit Mineralanalysen, besonders von Zirkonen. Er meinte kurz vor seinem Tod 1886 spektroskopisch im Mineral Orthit aus dem norwegischen Arendal ein neues Element gefunden zu haben, das er Austrium nannte. Sein Physikerkollege Ferdinand Lippich trug die vermeintliche Entdeckung der Österreichischen Akademie der Wissenschaften vor, das Element stellte sich jedoch später als Gallium heraus.
Ein von ihm 1871 konstruierter Apparat zur fraktionierten Destillation fand zu seiner Zeit Verbreitung und wurde nach ihm benannt.  Er entdeckte eine Verbindung zwischen Konstitution und Siedepunkt organischer Verbindungen und entwickelte ein verbessertes Zirkonlicht (mit Hilfe eines Sauerstoff-Leuchtgas-Gebläses, das ein in Platin gefasstes Zirkon-Blättchen erhitzte) und eine Pumpe.

## Preise, Mitgliedschaften, Privates
1868 erhielt er den Lieben-Preis (mit Karl von Than) insbesondere für seine Methanol-Synthese aus Blausäure über Methylamin, und 1874 nochmals für seine Arbeit über Systematik im Aufbau der Fettsäure-Reihen.
1872 wurde er korrespondierendes und 1876 wirkliches Mitglied der Wiener Akademie der Wissenschaften.
1865 heiratete er Christiane Flendrich aus Karlsruhe, mit der er fünf Kinder hatte.